# He-man y She-ra: Especial de Navidad
He-man y She-ra: Especial de Navidad (título original: A Christmas Special (He-Man and She-Ra: A Christmas Special) (TV)  es un cortometraje estadounidense de 1985, aunque solo estrenada para la televisión, conocido como cine-vídeo. Su estreno oficial fue a partir de 1987 y en otros países hasta en 1989. 
Fue producida por la ya desaparecida productora de nombre "Filmation" y dirigida por Bill Reed y Ernie Schmidt. El guion fue escrito por Bob Forward y Donald Heckman y la música fue compuesta por Shuki Levy, Haim Saban y Lou Scheimer.

## Sinopsis
Durante una época navideña, Orko llegá accidentalmente a la Tierra. Se hace amigo de dos niños a los que inspira ternura, alegría y generosidad. Cuando logran viajar a Eternia, los niños conocen a la familia real, como el Príncipe Adam (He-Man), Adora (She-Ra), los reyes de Eternia, al Rey Randor y sobre todo la Reina Marlena, quien es originaria del Planeta Tierra. 
En Chile fue emitido en Universidad Católica de Chile Televisión en las Navidades de 1986, 1987 y 1988. En 1989 fue emitido por TV+
El espíritu navideño influye en todo el palacio real; sin embargo, tal desborde de generosidad atrae la indeseada atención de Horde Prime y Skeletor.

## Reparto
El doblaje en español para Hispanoamérica fue hecho en México en 1989, y para España en 2008.
| Personaje                  | Actor original   | Actor/Actriz doblaje Hispanoamérica                     | Actor/Actriz doblaje España |
| He-Man/Príncipe Adam       | John Erwin       | Rubén Moya                                              | Ramón V. Pascual            |
| She-Ra/Princesa Adora      | Melendy Britt    | Rocío Garcel (She-Ra) Patricia Acevedo (Princesa Adora) | Cristina Soler              |
| Skeletor                   | Alan Oppenheimer | Álvaro Tarcicio (†)                                     | (Desconocido)               |
| Hordak                     | George DiCenzo   | Jorge Roig                                              | (Desconocido)               |
| Orko                       | Lou Scheimer     | Eduardo Tejedo                                          | Ignasi "Nacho" Díaz         |
| Miguel                     | R.D. Robb        | Vanessa Garcel                                          | Silvia Cabrera              |
| Alisha/Alicia/Elisa        | Lana Beeson      | Diana Santos                                            | Eva Bau                     |
| Bow                        | George DiCenzo   | Pedro D'Aguillón, Jr.                                   | Ramón V. Pascual            |
| Duncan/Man-At-Arms         | Alan Oppenheimer | Carlos Magaña (†)                                       | Felip Bau                   |
| Horde Prime/Primer Ordiano | Lou Scheimer     | Maynardo Zavala (†)                                     | Sergio Capelo               |
| Peekablue                  | Erika Scheimer   | Rocío Prado                                             | Silvia Cabrera              |
| Cutter/Cortador            | John Erwin       | Martín Soto                                             | Isabel Sanjuán              |
| Monstroide/Monstruoide 1   | Lou Scheimer     | Martín Soto                                             | Felip Bau                   |
| Zipper/Rayo                | Alan Oppenheimer | Rocío Prado                                             | Eva Bau                     |
| Teela                      | Linda Gary       | (Desconocida)                                           | Isabel Sanjuán              |
| Glimmer                    | Linda Gary       | (Desconocida)                                           | Silvia Cabrera              |
| Mermista                   | Melendy Brit     | (Desconocida)                                           | (Desconocida)               |
| Flutterina                 | Erika Scheimer   | Gaby Willer                                             | Isabel Sanjuán              |
| Perfuma                    | Erika Scheimer   | (Desconocida)                                           | Isabel Sanjuán              |
| Swift Wind                 | Lou Scheimer     | Narciso Busquets (†)                                    | Ramón V. Pascual            |
| Catra                      | Melendy Britt    | (Desconocida)                                           | Eva Bau                     |
| Multi-Bot                  | Lou Scheimer     | (Desconocido)                                           | Felip Bau                   |
| Rattlor                    | Lou Scheimer     | (Desconocido)                                           | (Desconocido)               |
| Two-Bad                    | Lou Scheimer     | (Desconocido)                                           | (Desconocido)               |
| Spikor                     | Lou Scheimer     | (Desconocido)                                           | (Desconocido)               |
| Rey Randor                 | Lou Scheimer     | (Desconocido)                                           | Sergio Capelo               |
| Reina Marlena              | Linda Gary       | Liza Willert (†)                                        | Isabel Sanjuán              |
| Mamá                       | Erika Scheimer   | Sylvia Garcel                                           | Pili Paneque                |
| Papá                       | Lou Scheimer     | Humberto Solórzano                                      | Sergio Capelo               |
| Narración y títulos        | (Desconocido)    | Víctor Guajardo                                         | (Desconocido)               |
| Loo-Kee                    | Erika Scheimer   | Gaby Willer                                             | Eva Bau                     |

### Largometrajes
- He-Man y She-Ra: El secreto de la espada
- Masters of the Universe